# Bundesratswahl 2009

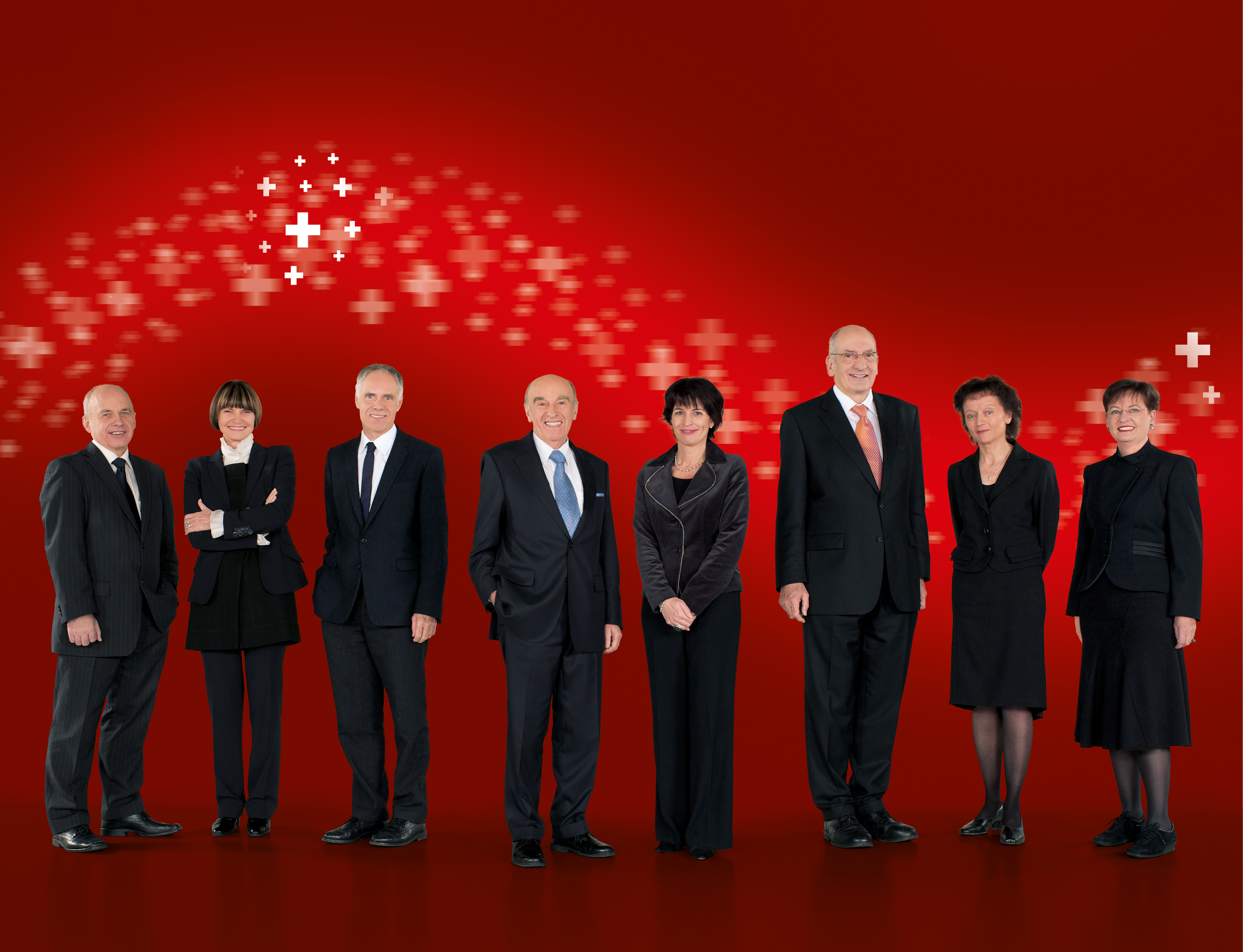
Das Bundesratsfoto vor der Ersatzwahl

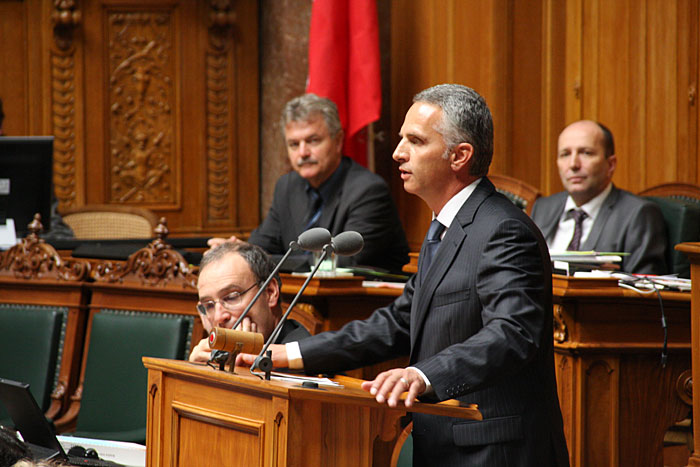
Gewählter Bundesrat Didier Burkhalter bei seiner Rede zur Wahlannahme

Bei der Schweizer Bundesratswahl 2009 wurde am 16. September 2009 in einer Ersatzwahl Didier Burkhalter (FDP) als Nachfolger für den zurücktretenden Pascal Couchepin (FDP) von der Vereinigten Bundesversammlung in den Schweizer Bundesrat gewählt.

## Rücktritt Couchepin

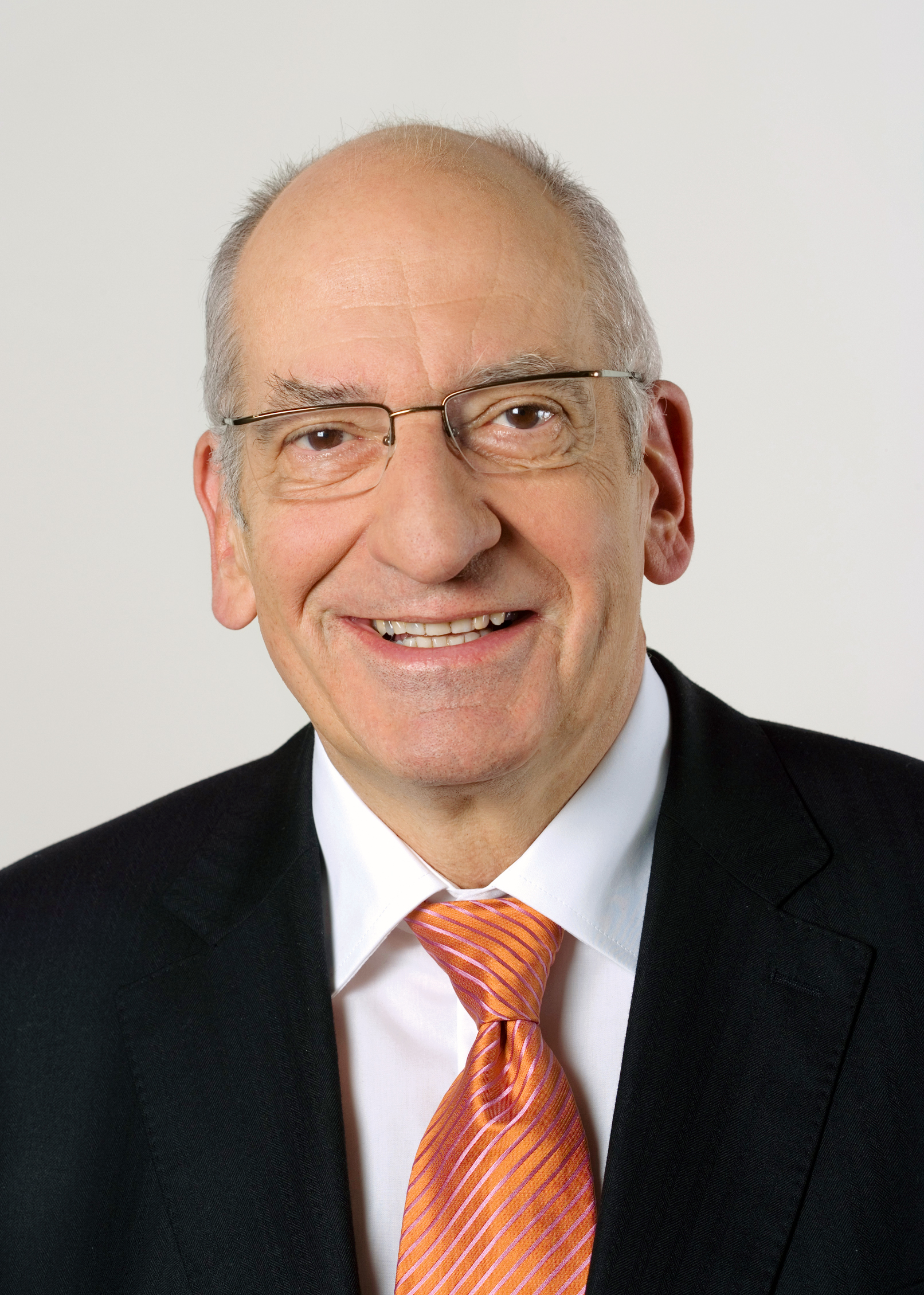
Der zurückgetretene Pascal Couchepin

Pascal Couchepin wurde an der Wahl vom 11. März 1998 in den Bundesrat als Nachfolger von Jean-Pascal Delamuraz (FDP) gewählt. Am Anfang seiner Amtszeit stand er dem Volkswirtschaftsdepartement vor, zuletzt und bis zu seinem Rücktritt war er im Bundesrat als Innenminister der Schweiz. Zweimal, 2003 und 2008, amtete Couchepin als Bundespräsident. In seiner Amtszeit als Bundesrat war das Hauptanliegen Couchepins die Erhöhung des Renteneintrittsalters auf 67. Couchepin stand in den letzten Monaten seiner Amtszeit wegen der Krankenkassenprämien-Erhöhungen unter Druck. Die Ärztevereinigung protestierte gegen seine Gesundheitspolitik und forderte seinen Rücktritt. Gegenüber seiner Partei versprach Couchepin vor den Nationalratswahlen 2007, im Laufe der Legislatur 2007–2011 zurückzutreten.
Am 12. Juni 2009 las Nationalratspräsidentin Chiara Simoneschi-Cortesi vor Beginn der Nationalratssitzung das Rücktrittsschreiben Couchepins vor, in dem er schrieb, dass er am 31. Oktober 2009 zurücktreten werde. Gründe für seinen Rücktritt nannte Couchepin nicht. Er habe den Beschluss für seinen Rücktritt bereits vor längerer Zeit getroffen, zudem habe er angekündigt, er werde im Laufe der Legislatur zurücktreten. Im Herbst sei Halbzeit der Legislatur, womit dies der richtige Zeitpunkt sei. Seine Partei habe damit genügend Zeit, um einen Kandidaten für die Nachfolgewahl zu finden.

## Positionen der Parteien
Die Bundesversammlung versucht, sämtliche politischen Strömungen in den Bundesrat als Konkordanzregierung zu wählen. Dabei galt lange Zeit die sogenannte Zauberformel 2:2:2:1, bei der die Grossparteien SP, CVP und FDP zwei Sitze im Bundesrat hatten, während die SVP nur einen Sitz in der Regierung stellte. Diese Zauberformel stützte sich auf die Stimmenanteile in der Bundesversammlung. Bei den Bundesratswahlen 2003 wurde jedoch anstelle der CVP-Bundesrätin Ruth Metzler-Arnold der SVP-Nationalrat Christoph Blocher gewählt, nachdem die SVP zur wählerstärksten Partei wurde. Die FDP wollte «ihren» Sitz verteidigen und berief sich auf ihren drittgrössten Wähleranteil (mit der Liberalen Partei, nach SVP und SP, aber vor CVP). Die CVP wollte ihren 2003 an die SVP verlorenen Sitz zurückholen und berief sich dabei auf die zweitgrösste Fraktion (zusammen mit EVP/glp, nach der SVP aber vor SP und FDP).
Die SVP entschied sich dazu, keinen eigenen Kandidaten zu unterstützen. Dies aber nur unter der Voraussetzung, dass die FDP den Kandidaten Lüscher nicht vorzeitig aus dem Rennen nimmt. Die Grüne Partei überlegte sich ebenfalls eine Kandidatur, entschied sich jedoch im September 2009 dagegen. Die SP und die BDP wollten keinen eigenen Kandidaten stellen.

## Kandidaten
Laut Verfassung sollen alle Landesgegenden und Sprachregionen angemessen im Bundesrat vertreten sein. Da mit Pascal Couchepin einer von zwei Vertretern der Westschweiz zurücktrat, war unbestritten, dass der Sitz an eine Person aus der französischen oder der italienischsprachigen Schweiz vergeben werden sollte.

### Parteiinterne Ausscheidungen der FDP
Von ihren Kantonalparteien nominiert wurden für die parteiinternen Ausscheidungen: Nationalrätin Martine Brunschwig Graf und Nationalrat Christian Lüscher, beide Kanton Genf, Ständerat Didier Burkhalter, Kanton Neuenburg, und Regierungsrat Pascal Broulis, Kanton Waadt. Parteipräsident Fulvio Pelli, Kanton Tessin, wurde von seiner Kantonalpartei zwar nicht offiziell nominiert, aber als Kandidat zuhanden der Bundeshausfraktion vorgeschlagen. Die FDP-Liberale Fraktion der Bundesversammlung nominierte am 28. August Didier Burkhalter und Christian Lüscher.

### Parteiinterne Ausscheidungen der CVP
Bei der CVP wurden Nationalrat Dominique de Buman und Ständerat Urs Schwaller aus dem Kanton Freiburg sowie der Tessiner Staatsrat Luigi Pedrazzini vorgeschlagen. Die CVP/EVP/glp-Fraktion entschied sich am 8. September für Urs Schwaller als einzigen offiziellen Kandidaten.

### Offizielle Kandidaten
- FDP: Didier Burkhalter und Christian Lüscher
- CVP: Urs Schwaller

## Die Wahl

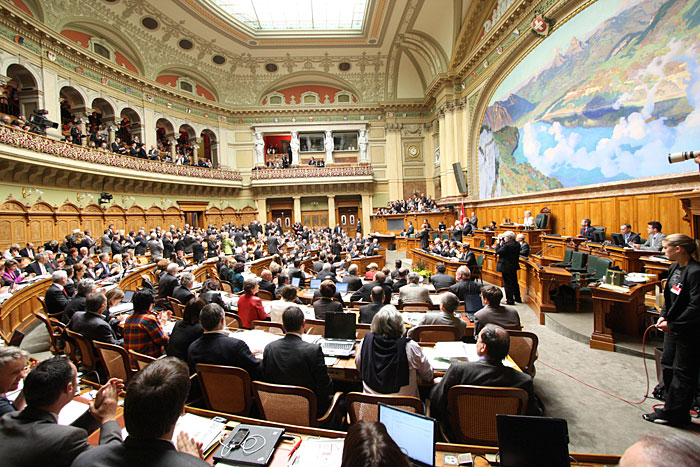
Das Parlament applaudiert dem gewählten Bundesrat

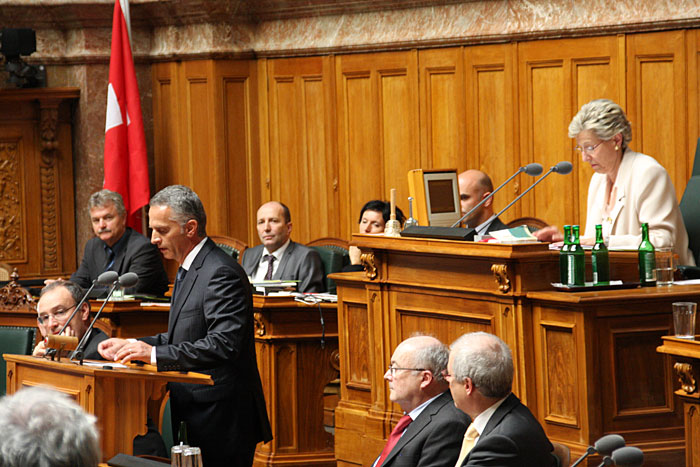
Didier Burkhalter erklärt die Annahme der Wahl

| Kandidaten              | Kandidaten              | 1. Wahlgang | 2. Wahlgang        | 3. Wahlgang       | 4. Wahlgang       |
| ----------------------- | ----------------------- | ----------- | ------------------ | ----------------- | ----------------- |
| Didier Burkhalter       | Didier Burkhalter       | 58          | 72                 | 80                | 129               |
| Christian Lüscher       | Christian Lüscher       | 73          | 72                 | 63                | 4 (zurückgezogen) |
| Urs Schwaller           | Urs Schwaller           | 79          | 89                 | 95                | 106               |
| Dick Marty              | Dick Marty              | 34          | 12 (zurückgezogen) | 5 (zurückgezogen) | 0                 |
| Andere                  | Andere                  | 1           | 0                  | 0                 | 0                 |
| Eingegangene Wahlzettel | Eingegangene Wahlzettel | 245         | 245                | 243               | 245               |
| Ungültige Wahlzettel    | Ungültige Wahlzettel    | 0           | 0                  | 0                 | 1                 |
| Leere Wahlzettel        | Leere Wahlzettel        | 0           | 0                  | 0                 | 5                 |
| Gültige Wahlzettel      | Gültige Wahlzettel      | 245         | 245                | 243               | 239               |
| Absolutes Mehr          | Absolutes Mehr          | 123         | 123                | 122               | 120               |